# Kasteel Cleyhem

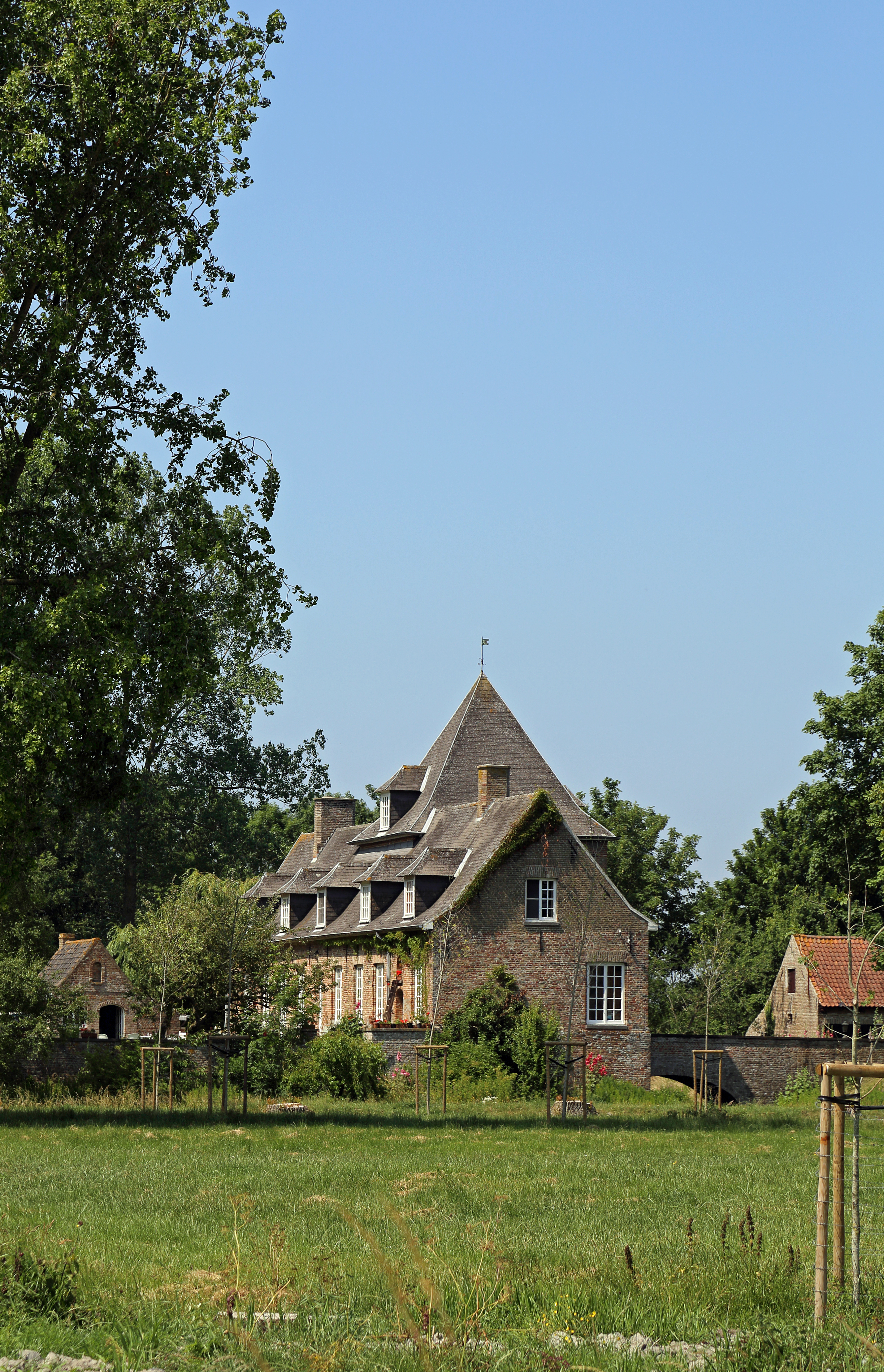
Kasteel Cleyhem

Kasteel Cleyhem is een kasteeltje en hoeve in de West-Vlaamse plaats Zuienkerke, gelegen aan Nieuwe Steenweg 3-5.

## Geschiedenis
De veldnaam Clehiham werd voor het eerst vermeld in 975. Het betekent: Landtong in overstroomd gebied. Begin 12e eeuw was er sprake van een landgoed met kasteel, een leen van de Burg te Brugge. Het was lange tijd in bezit van de familie Van Kleihem en kwam in de 15e eeuw aan Cornelis Boonhem, die raads- en kamerheer van Maximiliaan van Oostenrijk was. Het goed kwam vervolgens aan diverse families. In de 18e eeuw werd het kasteel beschreven als een hof van plaisance, dus zonder militair nut (huis van defentie).
Het betrof een kasteel met opperhof en neerhof, beide omgracht. Het neerhof werd uitgebaat als boerderij en in 1448 werd dit gedeelte geheel herbouwd. Het opperhof was een woonhuis, maar tijdens de Tweede Wereldoorlog werden er Duitse soldaten ingekwartierd die verwoestingen aanrichtten, waarna het kasteel aan verval werd prijsgegeven. Tussen 1960 en 1966 werd het opperhof gerestaureerd en opnieuw geschikt gemaakt voor bewoning. De omgrachting van het neerhof werd gedempt.

## Gebouw
Het huidige kasteel is geheel omgracht en bestaat uit een vierkante toren, ingebouwd in een rechthoekig gebouw, stammend uit de 17e en 18e eeuw. De toren wordt gedekt door een tentdak en in de toren bevindt zich de hoofdingang. Het interieur is geheel gewijzigd maar het exterieur komt grotendeels overeen met het vroegere uiterlijk.
Kasteel en neerhof werden in 2004 geklasseerd als monument.